# James Parkinson
James Parkinson (11 de abril de 1755-21 de diciembre de 1824) fue un médico clínico, sociólogo, botánico, geólogo, y paleontólogo británico. Dedica parte de sus estudios a la gota, y publicó varios tratados sobre esta enfermedad, pero el libro que le dio más fama fue An Essay on the shaking palsy (1817) donde describe la parálisis agitante, enfermedad que hoy lleva su apellido, enfermedad de Parkinson.
A pesar de que en varios sitios web aparecen fotografías que falsamente identifican como correspondientes a James Parkinson, realmente no existen fotografías de dicho personaje pues la primera fotografía de la que se tiene noticia es una reproducción de la imagen conocida como Vista desde la ventana en Le Gras, obtenida en 1826, dos años después de la muerte del Dr. Parkinson.

## Biografía
James Parkinson nació el 11 de abril de 1755 en Shoreditch, Londres, Inglaterra. Era hijo de John Parkinson, un boticario y cirujano que ejercía en Hoxton Square en Londres, y el mayor de cinco hermanos, entre ellos su hermano William y su hermana Mary Sedgwick. En 1784 Parkinson fue aprobado por la Corporación de  Londres como cirujano.
El 21 de mayo de 1783 se casó con Mary Dale, con quien posteriormente tuvo ocho hijos; dos de ellos no sobrevivieron a la infancia. Poco después de casarse, Parkinson sucedió a su padre en su consultorio en el número 1 de Hoxton Square.
Murió el 21 de diciembre de 1824, siendo enterrado en el cementerio de Saint Leonard.

## Política
Además de su floreciente práctica médica, Parkinson tenía un ávido interés en la geología y la paleontología, así como en la política de la época.
Parkinson fue un firme defensor de los desfavorecidos y un crítico abierto del gobierno de Pitt. Su carrera temprana estuvo marcada por su participación en una variedad de causas sociales y revolucionarias, y algunos historiadores piensan que probablemente fue un firme defensor de la Revolución Francesa. Publicó casi 20 panfletos políticos en el período posterior a la Revolución Francesa, mientras Gran Bretaña estaba sumida en el caos político. Escribiendo bajo su propio nombre y su seudónimo "Old Hubert", pidió reformas sociales radicales y el sufragio universal.
Parkinson pidió la representación del pueblo en la Cámara de los Comunes, la institución de los parlamentos anuales. Fue miembro de varias sociedades políticas secretas, entre ellas la London Corresponding Society y la Society for Constitutional Information.  En 1794, su pertenencia a la organización le llevó a ser interrogado bajo juramento ante William Pitt y el Consejo Privado para prestar declaración sobre un complot inventado para asesinar al rey Jorge III. Se negó a testificar sobre su participación en la conspiración de la pistola de juguete hasta que estuviera seguro de que no se vería obligado a incriminarse a sí mismo. El plan consistía en utilizar un dardo envenenado disparado desde una pistola de juguete para llevar el reinado del rey a una conclusión prematura. Nunca se presentaron cargos contra Parkinson, pero varios de sus amigos languidecieron en prisión durante muchos meses antes de ser absueltos.

## Medicina
Parkinson dejó su carrera política y entre los años 1799 y 1802 publicó un gran número de trabajos relacionados con la medicina, incluyendo un trabajo relacionado con la enfermedad de la gota en 1805. También fue redactor de los primeros escritos acerca de la peritonitis en la literatura médica de Inglaterra.
Parkinson se interesó en mejorar la salud general y el bienestar de la población. Escribió varias doctrinas médicas que revelaban un celo por la salud y el bienestar de las personas similar al expresado en su activismo político. Fue un cruzado en pro de la protección legal de los enfermos mentales, así como de sus médicos y familias.
En 1812, Parkinson asistió con su hijo en el primer caso de apendicectomía en Inglaterra, y en la primera ocasión que la perforación fue mostrada como la causa de la muerte del paciente.
Él creía que cualquier cirujano que se precie debía saber taquigrafía , algo en lo que él era experto.

### Enfermedad de Parkinson
Parkinson fue la primera persona que describió sistemáticamente a seis individuos con síntomas de la enfermedad que lleva su nombre. En An Essay on the Shaking Palsy (1817), informó sobre tres de sus propios pacientes y tres personas que vio en la calle.  Se refirió a la enfermedad que más tarde llevaría su nombre como parálisis agitante o parálisis temblorosa. Distinguió entre temblores en reposo y temblores con el movimiento. Fue Jean Martin Charcot quien fijó el término como "La enfermedad de Parkinson" 60 años después de su descubrimiento.
Parkinson sugirió erróneamente que los temblores en estos pacientes se debían a lesiones en la médula espinal cervical.

## Ciencia
El interés de Parkinson pasó gradualmente de la medicina a la naturaleza, en concreto a los campos relativamente nuevos de la geología y la paleontología. Comenzó a coleccionar especímenes y dibujos de fósiles a finales del siglo XVIII. Llevaba a sus hijos y amigos de excursión para recoger y observar plantas y animales fósiles. Sus intentos de aprender más sobre la identificación e interpretación de fósiles se vieron frustrados por la falta de literatura disponible en inglés, por lo que tomó la decisión de mejorar la situación escribiendo su propia introducción al estudio de los fósiles.
En 1804 se publicó el primer volumen de su obra Organic Remains of a Former World (Restos orgánicos de un mundo anterior). Gideon Mantell lo elogió como "el primer intento de dar una explicación científica y familiar de los fósiles". Se publicó un segundo volumen en 1808 y un tercero en 1811. Parkinson ilustró cada volumen y su hija Emma coloreó algunas de las láminas.  Las láminas fueron reutilizadas posteriormente por Gideon Mantell. En 1822, Parkinson publicó el más breve «Outlines of Oryctology: an Introduction to the Study of Fossil Organic Remains, especially of those found in British Strata».
Parkinson también contribuyó con varios artículos a «A Journal of Natural Philosophy, Chemistry and the Arts» de William Nicholson, y en los volúmenes primero, segundo y quinto de «Geological Society's Transactions». En 1822 escribió en un solo volumen Outlines of Oryctology, una obra más popular. El 13 de noviembre de 1807, Parkinson y otros distinguidos caballeros se reunieron en la Freemasons' Tavern de Londres. Entre ellos se encontraban Sir Humphry Davy, Arthur Aikin y George Bellas Greenough. Esta sería la primera reunión de la Sociedad Geológica de Londres.
Parkinson pertenecía a una escuela de pensamiento, el catastrofismo, que se preocupaba por la creencia de que la geología y la biosfera de la Tierra fueron moldeadas por cataclismos recientes a gran escala. Citó como ejemplo el diluvio de Noé del Génesis y creía firmemente que la creación y la extinción eran procesos guiados por la mano de Dios. Su visión de la creación era que cada "día" era en realidad un período mucho más largo, que duraba quizás decenas de miles de años.

## Muerte
Parkinson murió el 21 de diciembre de 1824, tras sufrir un derrame cerebral que le impidió hablar. Legó sus casas de Langthorne a sus hijos y esposa, y su botica a su hijo John. Su colección de restos orgánicos fue donada a su esposa, y gran parte de ella fue vendida en 1827; nunca se ha encontrado un catálogo de la venta. Fue enterrado en la iglesia de San Leonardo, Shoreditch.
La vida de Parkinson se conmemora con una lápida de piedra en el interior de la iglesia de St Leonard's, Shoreditch, donde fue miembro de la congregación; se desconoce el lugar exacto de su tumba y es posible que su cuerpo yazca en la cripta o en el patio de la iglesia. Una placa azul en el número 1 de Hoxton Square señala el lugar de su casa. Varios fósiles llevan su nombre. No se conoce ningún retrato suyo. Una fotografía que a veces se identifica como una imagen suya es de un dentista del mismo nombre; murió antes de la invención de la fotografía.
El Día Mundial del Parkinson se celebra cada año el día de su cumpleaños, el 11 de abril. Además de la enfermedad homónima, Parkinson es conmemorado en los nombres de varios organismos fósiles, incluyendo el ammonite Parkinsonia parkinsoni, el crinoideo Apiocrinus parkinsoni, el caracol Rostellaria parkinsoni, y el árbol Nipa parkinsoni.

## Principales obras
- Some account on the effects of lightening (1787)
- The Chemical Pocked Book (1800)
- Medical Admonitions to Families (1801)
- The Villager's Friend & Physician (1804)
- Observations on the Nature & Cure of Gout (1805)
- Case of diseased appendix vermiformis (1812)
- Essay on the Shaking Palsy (1817)